# Публий Манлий Капитолин
Публий Манлий Капитолин (лат. Publius Manlius Capitolinus; V—IV века до н. э.) — римский военачальник и политический деятель из патрицианского рода Манлиев, военный трибун с консульской властью 379 и 367 годов до н. э., диктатор в 368 году до н. э.

## Биография
Публий Манлий принадлежал к одному из знатнейших патрицианских родов Рима. Манлии занимали высшие должности в республике, начиная с 480 года до н. э., а свой расцвет пережили в IV веке до н. э., первую и вторую трети которого Фридрих Мюнцер назвал их «героическим веком». Согласно консульским фастам, у отца и деда Публия Манлия был преномен Авл.
В 379 году Публий Манлий стал одним из восьми военных трибунов с консульской властью, из которых патрициями были только трое, включая сородича Публия (может быть, даже брата) Гая Манлия Вульсона и Луция Юлия Юла. По словам Ливия, действуя совместно, «Манлии, которые родовитостью превосходили плебеев, а влиянием Луция Юлия, вне порядка — без жеребьёвки, без соглашения с сотоварищами — получили командование в войне с вольсками, о чём сами впоследствии сожалели».
Возглавляемая Публием и Гаем армия из-за беспечности своих командиров попала в организованную вольсками засаду и потерпела поражение. Узнав об этом, сенат решил назначить диктатора, но позже выяснилось, что вольски не пытаются развить успех, и Манлиев отозвали в Рим.
Когда в римском обществе обострилась борьба вокруг законопроектов Секстия и Лициния, предполагавших допуск плебеев к консульству, ограничение крупного землевладения и облегчение положения должников, сенат назначил диктатором Марка Фурия Камилла, а когда тот сложил с себя полномочия, ничего не добившись, — Публия Манлия Капитолина (368 год до н. э.). Официальная формулировка гласила, что диктатор назначен «для успокоения возмущения и ведения государственных дел», подлинной целью было противодействие законодательным инициативам народных трибунов.
Манлий сразу продемонстрировал свои симпатии к плебсу, назначив начальником конницы плебея Гая Лициния Столона; перед недовольным сенатом он оправдывался тем, что Лициний — его родственник. В дальнейшем, несмотря на противодействие патрициев, народное собрание приняло закон о том, что децемвиры по священным делам должны избираться в том числе и из плебеев; по словам Ливия, «после этой ступени дорога к консулату казалась уже проложенной».
Публий Манлий был избран одним из шести военных трибунов с консульской властью на следующий год. Основной задачей этой коллегии стала подготовка к восстановлению консулата с допуском к нему плебеев. В этом году Марк Фурий Камилл, снова получивший диктатуру, воевал с галлами, а в Риме сенат был вынужден дать, наконец, формальное согласие на участие в выборах соискателей из плебса.